# شوکران (فیلم)
شوکران فیلمی به کارگردانی بهروز افخمی، نویسندگی افخمی و مینو فرشچی و تهیه‌کنندگی سید ضیاء هاشمی محصول سال ۱۳۷۷ است. این فیلم در فروردین ۱۳۷۹ بر روی پرده سینما رفت و ۳۸۵ میلیون تومان در سینماهای تهران فروش کرد.

## خلاصه داستان
مهندس خاکپور که قرار است معاون وزیر شود، طی حادثه‌ای ساختگی مصدوم و به بیمارستان دی در تهران منتقل می‌شود. دوست او مهندس محمود بصیرت از زنجان برای ملاقات وی به تهران می‌آید و با پرستار بیمارستان، سیما ریاحی، آشنا می‌شود. مرد که زندگی خانوادگی آرامی را در کنار همسرش ترانه و دو فرزندش دارد به سیما علاقه‌مند شده و او را صیغهٔ خود می‌کند اما به مرور زمان رابطه آن‌ها دستخوش تغییر شده و اتفاقات ناخوشایندی را برای هر دویشان ایجاد می‌کند.
محمود دچار عذاب وجدان می‌شود و به علاوه سرزنش مهندس خاک پور روی او اثر می‌گذارد و از این رو در صدد اتمام رابطه با سیما بر می‌آید؛ این در حالی اتفاق می‌افتد که سیما به محمود علاقه‌مند شده و برای جلب عشق او چادر سر می‌کند، غذای خانگی می‌پزد و حتی از محمود درخواست می‌کند که به او نماز خواندن یاد دهد. اما محمود در ترک سیما مصمم است و وقتی سیما به خانه می‌آید تا با او شام بخورد با دسته گلی از محمود در کنار سکه‌های معهود در مهریه اش مواجه می‌شود و در نهایت پیغام تلفنی محمود مبنی بر این که دیگر تمایلی به ادامه ارتباط با او را ندارد او را از ماجرا آگاه می‌کند.
محمود که پیشتر به دلیل مصدومیت مهندس خاکپور مدیر عامل کارخانه شده، پس از انتخاب خاکپور به معاونت وزارتخانه جای پایش در کارخانه محکم می‌شود و حتی مذاکراتی را با خارج نشینانی که پیشتر قصد خرید کارخانه را داشتند انجام می‌دهد. در این اثنا سیما پیوسته در تلاش است تا دوباره او را به سمت خود جلب کند و در نهایت در پارکینگ بیمارستان به محمود دربارهٔ بارداری اش خبر می‌دهد. واکنش محمود این است که بچه باید سقط شود ولی این در حالی است که سیما می‌گوید می‌خواهد بچه را به دنیا بیاورد و از محمود برای او شناسنامه می‌خواهد… محمود با خشم بدون پاسخ روشنی به سیما محل را ترک می‌کند و در ادامه با تعقیب سیما متوجه می‌شود محل زندگی او نه آن آپارتمان مرفه که یکدیگر را در آن ملاقات می‌کردند، بلکه خانه‌ای در میدان خراسان است که سیما آن جا با پیرمردی که پدرش است زندگی می‌کند … سیما با تلفن به خانه محمود و معرفی کردن خودش به عنوان کسی که مهندس بصیرت قرار است برای او ویزای آلمان جور کند فشار بر محمود را افزایش می‌دهد و کار را به جایی می‌رساند که هنگامی که محمود در تهران است به همین بهانه به منزل او در شهرستان می‌رود و با همسر او هم کلام شده و ضمن آن محمود را با جملاتی دو پهلو نزد همسرش پشت تلفن تهدید می‌کند … محمود نیز اعلام می‌کند که رابطه شان را برای پدر سیما فاش خواهد کرد. سیما با شنیدن این تهدید هراسان از منزل محمود خارج می‌شود و به سمت تهران حرکت می‌کند اما پیش از رسیدن او محمود پدر سیما که کاملاً از ماجرا بی‌خبر بوده را آگاه می‌کند و پیرمرد دل شکسته که از قضا غیرت هم در او جوشیده‌است به سیما اجازه ورود به خانه را نمی‌دهد و او را تهدید به قتل می‌کند… سیما به قصد انتقام دوباره به سمت منزل محمود حرکت می‌کند و در میانه راه از یک پمپ بنزین مقداری بنزین برای آتش‌افروزی تهیه می‌کند. در همین بین محمود بی‌خبر از این مسئله برای جبران عذاب وجدان و دادن خبر مدیرعاملی اش در کارخانه همسرش را بدون بچه‌ها به صرف شام در تهران می‌برد و شب خوشی را با هم سپری می‌کنند. سیما که در منزل محمود مورد پذیرایی برادر شوهر او قرار گرفته از آتش‌افروزی منصرف شده و با دلی پر از درد آن جا را ترک می‌کند. محمود در راه بازگشت در حالی که ظاهراً قصد دارد ماجرا را برای همسرش تعریف کند متوجه تصادف خودرویی در جاده می‌شود که سرنشین آن (به احتمال قریب به یقین سیما) جان داده‌است محمود سوار بر خودرویش می‌شود و با حواس پرتی و چهره‌ای حاکی از شکست با همسرش به راه ادامه می‌دهد …

## جشنواره‌ها
فیلم شوکران در جشنواره‌های زیر شرکت کرده‌است:
- سومین، چهارمین و پنجمین دوره جشن خانه سینما - ۱۳۷۸–۱۳۷۹–۱۳۸۰
- دومین دوره جشنواره فیلم اجتماعی آبادان ـ ۱۳۷۹
- یازدهمین دوره جشنواره بین‌المللی فیلم‌های ایرانی مرکز فیلم شیکاگو ـ ۱۳۷۹
- جشنواره بین‌المللی فیلم‌های ایرانی در لینکلن فیلم سنتر آمریکا - ۱۳۸۰
- بیست و پنجمین دوره جشنواره بین‌المللی فیلم قاهره ـ ۱۳۸۰
- جشنواره بین‌المللی فیلم آتلانتا ـ ۱۳۸۰
- جشنواره فوروم دزایماژ پاریس - ۱۳۸۲
- دومین دوره جشنواره بین‌المللی فیلم بنگلادش ـ ۱۳۸۳